# Aljaksandr Padschywalau
Aljaksandr Jurjewitsch Padschywalau (belarussisch Аляксандр Юр’евіч Падшывалаў, russisch Александр Юрьевич Подшивалов Alexander Jurjewitsch Podschiwalow, englisch Alyaksandr Yurevich Padshyvalau, wiss. Transliteration Aljaksandr Jurevič Padšyvalaŭ; * 8. März 1996 in Minsk) ist ein belarussischer Handballspieler.

## Karriere
Padschywalau wechselte 2015 aus der Jugend des HK Wizjas Minsk zum Stadtrivalen SKA Minsk und wurde in den Jahren 2015/16 und 2016/17 belarussischer Vizemeister. In den Saisons 2015/16 und 2017/18 erreichte der mittlere Rückraumspieler mit dem Verein die Gruppenphase des EHF-Pokals. Von 2018 bis 2021 stand er beim deutschen Bundesligisten GWD Minden unter Vertrag. Zur Saison 2021/22 wechselte er zu GK ZSKA Moskau. Anschließend kehrte er nach Belarus zum Serienmeister Brest GK Meschkow zurück, mit dem er 2023 die belarussische Meisterschaft gewann.
Bislang absolvierte er 65 Länderspiele für die belarussische Nationalmannschaft, in denen er 89 Tore erzielte. Er stand im Aufgebot für die Europameisterschaften 2018 und 2020 sowie für die Weltmeisterschaften 2017 und 2021.